# Delias putih
Delias putih é uma borboleta da família Pieridae. Foi descrita por Henricus Jacobus Gerardus van Mastrigt em 1996. É encontrada no reino Indo-malaio.

## Subespécies
- Delias albertisi putih (Papua)
- Delias albertisi tamamitsui Morita, 1996 (Papua)